# Та Прум
Та Прум, кхмер. តាព្រហ្ម [taː prum], «предок Брахмы») — храм в Ангкоре, построен Джайяварманом VII в честь своей матери, которую он отождествлял с Праджняпарамитой (матерью всех божеств и богиней «совершенной Мудрости»).
занимает площадь 180 акров. Был освящён лично Джайяварманом VII в 1186 году.
Из надписи, хранящейся в Бюро консервации памятников Ангкора: «На территории храма проживало 12 640 человек, в нём служило 18 верховных жрецов, 2 740 священнослужителей, 2 232 прислужника и 615 танцовщиц.
Храму подчинялось 3 140 деревень (пхум), с населением в 79 365 человек и 102 больницы».
Храм был умышленно оставлен на милость джунглям.
По Ф. Штерну, храмовый комплекс состоял из 39 прасатов, 566 каменных и 288 кирпичных сооружений, в которых помещалось 260 статуй богов, помимо изваяний матери Джайявармана.
После съёмок в храме сцен фантастического боевика «Лара Крофт: Расхитительница гробниц» камбоджийцы стали называть Та Прум храмом Анджелины Джоли.

## Галерея
- Огромное дерево
- Ангкорские джунгли вокруг Та-Прохма
- Та Прум